# Sukhoi Su-9 (1946)

Su-9

O Sukhoi Su-9, ou Samolyet K (em russo:  Aeronave K), (Designação USAF/DOD: Type 8), foi um caça a jato construído pela União Soviética logo após a Segunda Guerra Mundial. Seu design começou a ser feito em 1944 com o intuito de usar motores turbojatos de concepção soviética. Seu desenho foi pesadamente influenciado por caças a jato alemães capturados e, subsequentemente, redesenhados para o uso de uma cópia do motor turbojato alemão. O Su-9 era mais lento que aeronaves concorrentes e foi cancelado em detrimento disto. Uma versão modificada com motores diferentes e asas revisadas tornou-se o Su-11 (Samolyet KL), mas este não entrou em produção. o Su-13 (Samolyet KT) tinha a proposta de reutilizar a aeronave com motores copias de origem soviética do turbojato Rolls-Royce Derwent, além de modificado para ser um caça noturno, mas nenhuma proposta teve êxito.

## Design e desenvolvimento

### Su-9
Em 1944, a OKB da Sukhoi começou a desenhar um caça bimotor alimentado por dois turbojatos Lyulka TR-1, conhecidos internamente como Samolyet ou Izdeliye (item ou produto) K. O projeto final foi, provavelmente, muito influenciado pela captura de Messerschmitt Me 262, mas o Su-9 não era uma cópia da aeronave alemã. O Su-9 possuía uma seção transversal oval, monocoque todo de metal stressed skin, com cockpit monoposto. O piloto era protegido por placas de blindagem em sua frente, com o assento blindado e vidro a prova de balas em uma canopy em forma de bolha. Ele possuía um assento ejetor copia que era utilizada no Heinkel He 162. A aeronave poderia carregar o total de 1 350 quilogramas (2 980 lb) de combustível em dois tanques de diafragma, sendo um posto na parte frontal e outro atrás do piloto. A asa foi montada baixa, com asas retas com uma única longarina e suave ângulo dihedral de 4°20'. Os flaps externos foram divididos e podem agir como freio aéreo. O Su-9 foi a primeira aeronave soviética que usou sistemas hidráulicos para alimentar controles. A copia soviética do turbojato Junkers Jumo 004B, conhecida como RD-10, foi proposta abaixo de cada asa em nacele. A aeronave possui trem de pouso de três rodas que pode ser retraído para dentro da fuselagem. O Su-9 foi desenhado com alta carga alar que aumentou a velocidade da aeronave e reduziu suas dimensões. Tais ações aumentaram, consequentemente, as velocidades de decolagem e pousos, necessitando, assim, de duas provisões de JATO (11.27 kN (530 lbf para empuxo durante 8 segundos]] montados nas laterais da fuselagem. Esses reduziram a distância de decolagem em 50 porcento e um paraquedas para frenagem foi colocado para reduzir a distância de pouso.
No nariz foi montado um canhão automático Nudelman N-37 de 37
-milímetro (1,5 pol) e dois Nudelman-Suranov NS-23 de 23
-milímetro (0,91 pol). O N-37 poderia ser substituído por um Nudelman N-45 de 45
-milímetro (1,8 pol). A aeronave carregava 100 disparos em cada NS-23 e 40 no N-37. Duas bombas FAB-250 poderiam ser carregas embaixo da fuselagem, mas somente quando os N-37 fossem desmontadas.
Como os motores TR-1 foram originalmente propostos para o Su-9 e ainda não estavam prontos para testes no final de 1945, Pavel Sukhoi sugeriu substituir um parte de motores Jumo 004, sendo a proposta aprovada em 15 de dezembro. Um mockup em escala real foi considerada aceitável em 16 de fevereiro de 1946 e o Conselho do Comissariado do Povo emitiu uma ordem em 26 de fevereiro de que os testes de voo do fabricante começariam em 1 de novembro. Este objetivo foi alcançado porque a OKB estava comprometida com outros projetos, caso da versão de treinamento do bombardeiro Tupolev Tu-2, além de inexperiência com unidades JATO e atraso na entrega de motores RD-10. O primeiro protótipo foi completado em meados de outubro e realizou seu primeiro voo em 13 de novembro. Os pilotos de testes consideraram a aeronave fácil de voar, mas com os controles de superfície de voo faltavam em estabilidade direcional em altas velocidades. O aumento do estabilizador consertou o problema e boosters hidráulicos foram montados para o sistema de controle.
A aeronave foi revelada para o público geral em 3 de agosto de 1947 em um voo de passagem no Aeroporto de Tushino em Moscou, com a aeronave começando seu estado de testes três dias depois. Os voos de testes foram completos em 25 de maio de 1948 após 136 voos completos. Foi demonstrado a velocidade máxima da aeronave de 885 quilômetros por hora (550 mph) na altitude de 8 000 metros (26 250 pé), resistindo a uma hora e quarenta e quatro minutos. Foi demonstrado capacidades de voo dóceis quando um motor estava inoperante. A aeronave foi recomendada para produção, mas foi significantemente atrasada comparados os Mikoyan-Gurevich MiG-9 e Yakovlev Yak-15. O governo rejeitou tal possibilidade e considerou o programa como terminado.
Uma versão de dois lugares, o Su-9UT, foi planejado durante o ano de 1946, mas também foi cancelado. O cockpit para o estudante poderia ser posicionado a frente do cockpit do instrutor de voo, e cada um poderia ter uma canopy separada. O armamento poderia ser reduzido para um par de canhões automáticos Berezin B-20 de 20 milímetros (0,79 pol), cada um com 100 disparos. A blindagem poderia ser removida para diminuir o peso.

### Su-11
Outro protótipo começou em 1946, mas essa aeronave tinha a intenção de usar o motor RD-10F com pós-combustão usado pela Yakovlev. Contudo, testes em túnel de vento foram feitos em setembro e revelaram que o arrasto poderia ser reduzido se as naceles dos motores fossem montadas na ala em vez de debaixo dela, e as pontas das asas foram redesenhadas para o uso de um aerofólio diferente, o qual reduziu significativamente o Mach tuck. Tais mudanças requeriam que a asa inteira fosse redesenhada; com a longarina da asa sendo dobrada e invertida em formato de U para acomodar os motores, com os flaps entalhados substituídos por flaps simples utilizados anteriormente. A cauda recebeu 5° diedro para move-la para fora da exaustão dos motores.
Antes que o protótipo fosse finalizado, a Sukhoi ordenou o uso de motores turbojatos Lyulka TR-1 que originalmente foram propostos para o Su-9. Essa aeronave foi designada Su-11 e chamada de Samolyet KL pela OKB. Cada TR-1 desenvolvida apenas 12.7 kN (2,865 lbf) de empuxo cada, enquanto eram necessários 15 kN (3300 lbf). A aeronave teve seu primeiro voo em 28 de maio de 1947 e participou de uma passagem aérea no aeroporto de Tushino em agosto. Sua velocidade máxima ao nível do mar era de 940 km/h (580 mph), mas os voos de testes revelaram a falta de estabilidade longitudinal em altas velocidades. Modificações nas asas e naceles e alongamento das naceles dos motores falharam para resolver tais problemas. Juntamente com a indisponibilidade de motores funcionais TR-1, esses problemas causaram o cancelamento do programa.

### Su-13
O Su-13, conhecido como (Samolyet KT), foi a última tentativa para melhorar a performance do design básico do Su-9, utilizando seções das asas reduzidas de 11% para 9% da taxa da corda média aerodinâmica e a varrida do ângulo da cauda. A aeronave também foi equipada com um par de Klimov RD-500 (cópias não licenciadas de Rolls-Royce Derwent), motores com 15.6 kN (3,500 lbf) de empuxo cada. O armamento mudou para três canhões de 37 mm Nudelman N-37, enquanto um tanque ejetável poderia ser colocado embaixo das pontas das asas. Uma versão para caça noturno com radar Torii também foi proposta, mas ela requeria maiores mudanças estruturais para acomodar o radar. Nenhuma versão proposta saiu do quadro de desenho.

## Operatores
União Soviética
- Força Aérea Soviética

## Variantes
- Su-9UT – Planejado com uma versão de dois lugares para treinamento, nunca foi construído.[8]
- Su-11 (Samolyet KL) – Su-9 modificado com novas asas e motores Lyulka TR-1. Um protótipo construído.[8]
- Su-13 (Samolyet KT) – Su-9 com motores Klimov RD-500. Também proposta como caça noturno. Nenhuma versão foi construída.[10]

### Aeronaves de proposta similar, configuração e período
- Messerschmitt Me 262 – Primeiro caça a jato operacional do mundo.
- Gloster Meteor – Primeiro caça a jato operacional aliado.